# Chateau Marmont
Chateau Marmont er en elektrogruppe fra Paris, Frankrig dannet i 2005.

## Diskografi
- 2011 2008-2009-2010
- 2013 The Maze
- 2015 Sound of Shambala

| Musikgruppe | Spire Denne artikel om en musikgruppe er en spire som bør udbygges. Du er velkommen til at hjælpe Wikipedia ved at udvide den. |